# Benjental
Das Benjental ist ein Kerbtal in Rheinland-Pfalz in der Haardt, dem östlichen Randgebirge des Pfälzerwalds, das im oberen Teil ein längst trockengefallener Bachlauf und im unteren Teil der Bach vom Schnokebrunnen eingetieft haben. Das gesamte Tal liegt in der Waldgemarkung von Deidesheim, einer Landstadt im Kreis Bad Dürkheim.
Früher wurde als „Benjental“ auch der sich anschließende Teil des Gimmeldinger Tals bis hinab zur Looganlage bezeichnet.

## Geographie

### Lage
Das schmale Tal verläuft ungefähr von Nord nach Süd und ist etwa 1,9 km lang. Seinen höchsten Punkt hat es am Talschluss auf etwa 460 m, seinen tiefsten am Talausgang auf 244 m. Dort (⊙) geht das Benjental am Zulauf des von rechts kommenden Silbertals in das Gimmeldinger Tal über.

### Gewässer
Der Bach vom Schnokebrunnen entwässert nur noch die letzten 600 m des Benjentals. Er entspringt auf der Talsohle dem Schnokebrunnen auf 283 m Höhe (⊙), besitzt keine Zuläufe und mündet auf 244 m Höhe (⊙) von links in den Mußbach, der ins Gimmeldinger Tal weiterfließt.

### Erhebungen
Der Vordere Langenberg schließt mit seinem 523,8 m hohen Südwestläufer das Benjental nach Norden ab. Links des Tals folgen aufeinander der Mittelberg (479,9 m) und der Stabenberg (496 m). Auf der rechten Seite wird das Tal begrenzt vom Massiv des Saulochköpfchens (477,1 m) mit dem nach Südosten gerichteten Quaderhang.

### Zugang und Umgebung
Ein Waldweg, der von einem entlang des Mußbachs durch das Gimmeldinger Tal führenden Waldweg abzweigt, zieht sich durch das Benjental. An dessen Ausgang führt ein kleiner Holzsteg über den Mußbach, der „Benjentalbrücke“ genannt wird, außerdem steht hier die „Pfälzerwaldhütte“, eine kleine offene Schutzhütte aus Holz.

Das Benjental abwärts
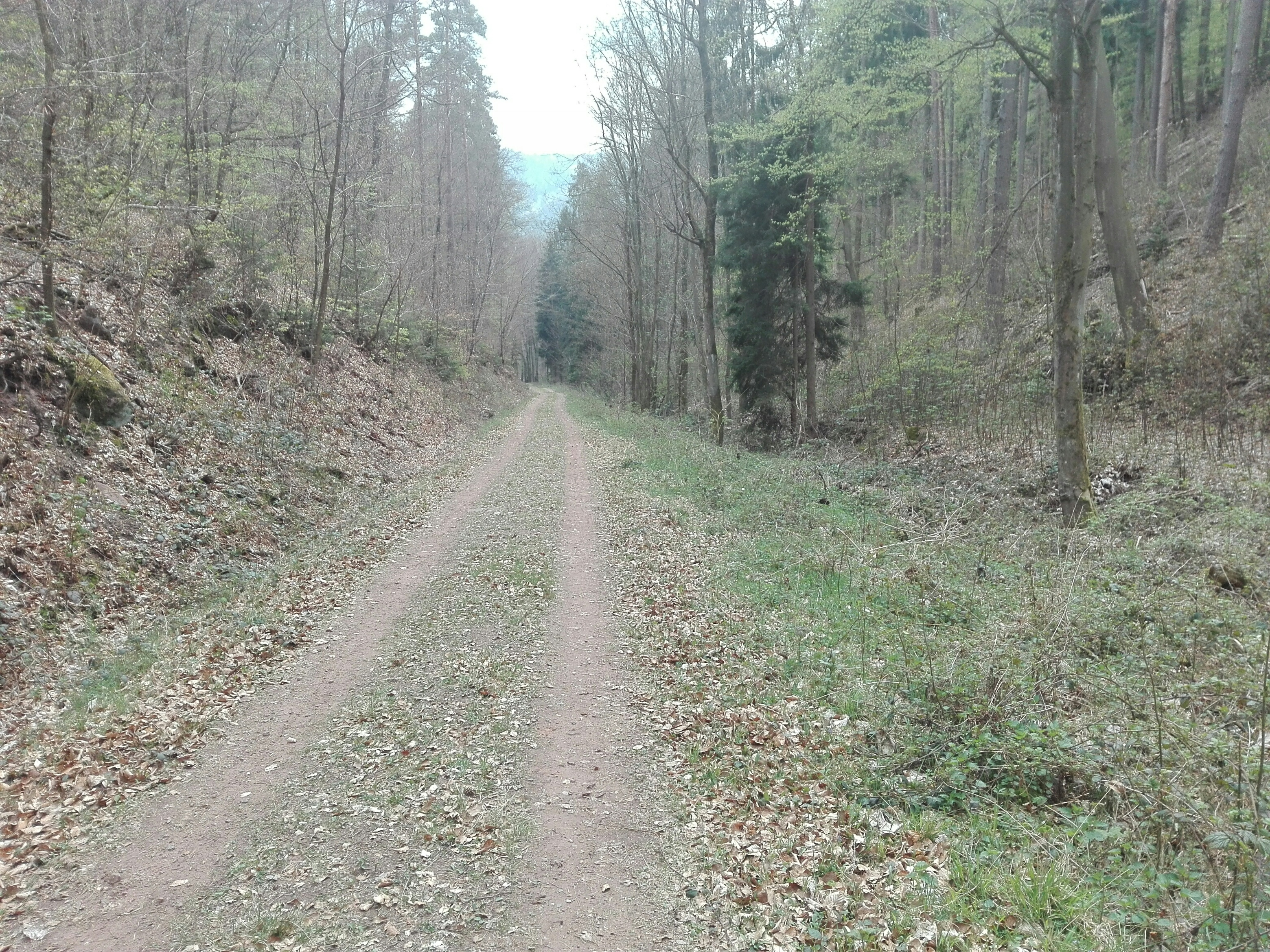
Blickrichtung talabwärts
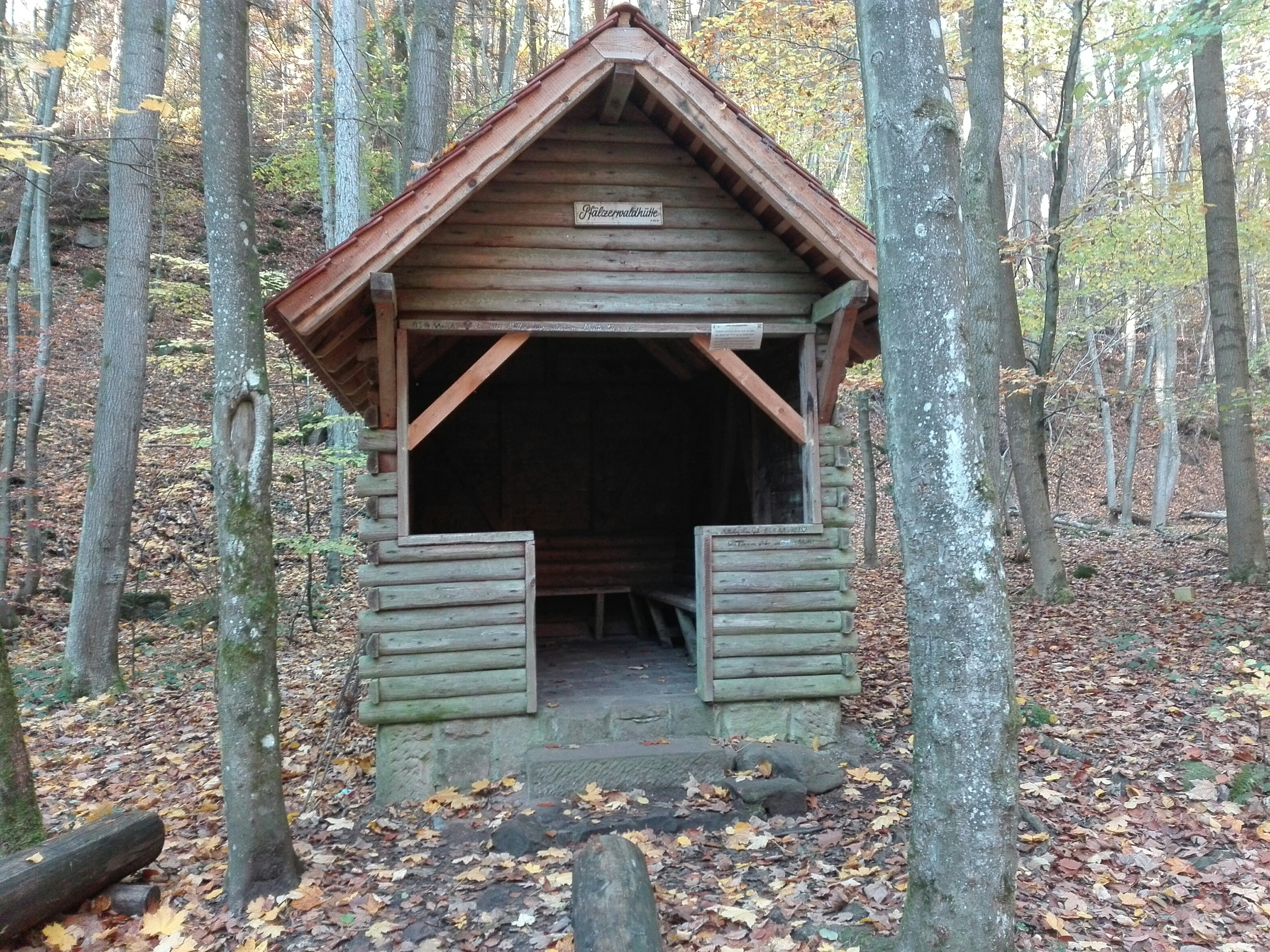
Pfälzerwaldhütte
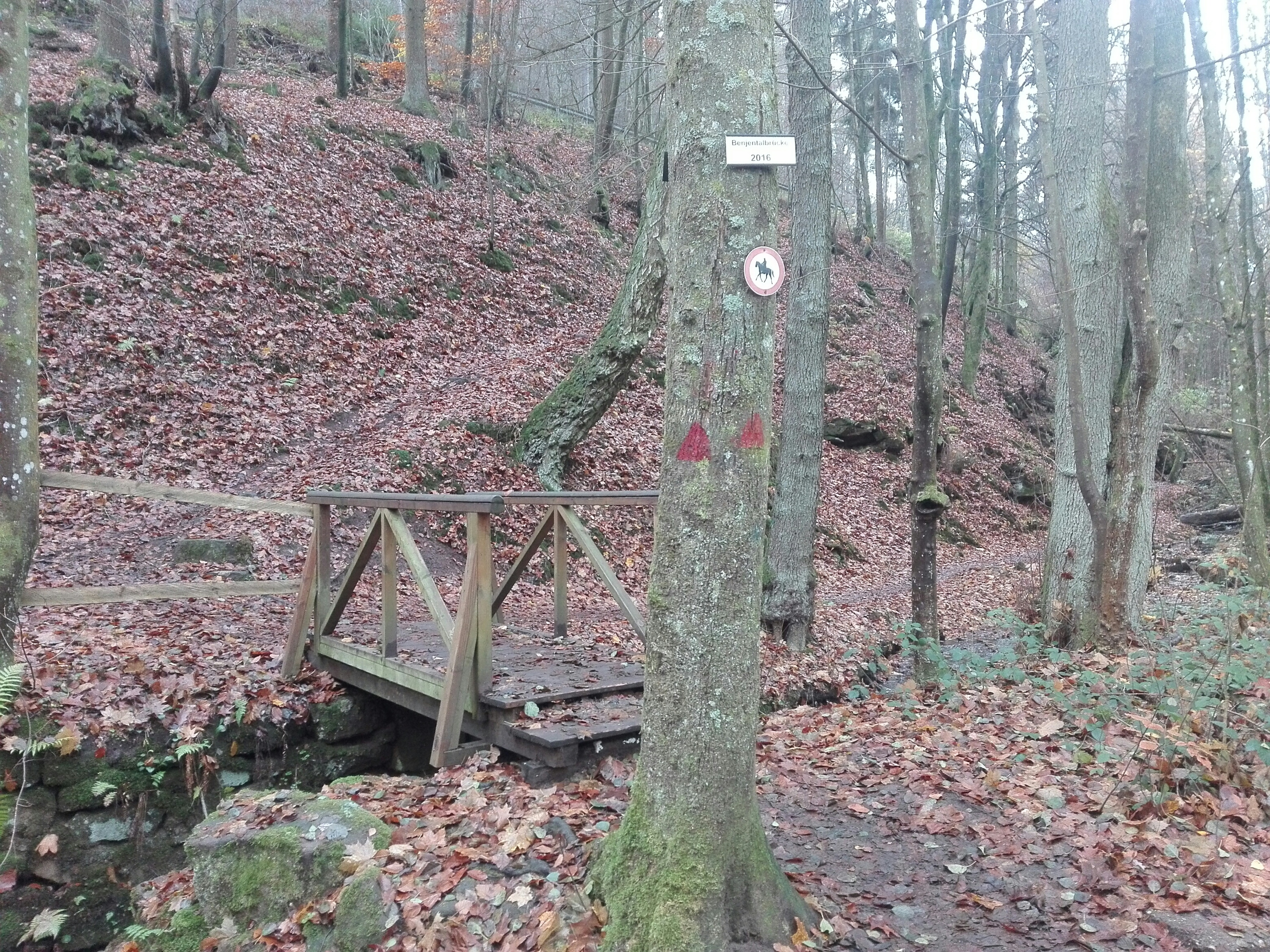
Benjentalbrücke

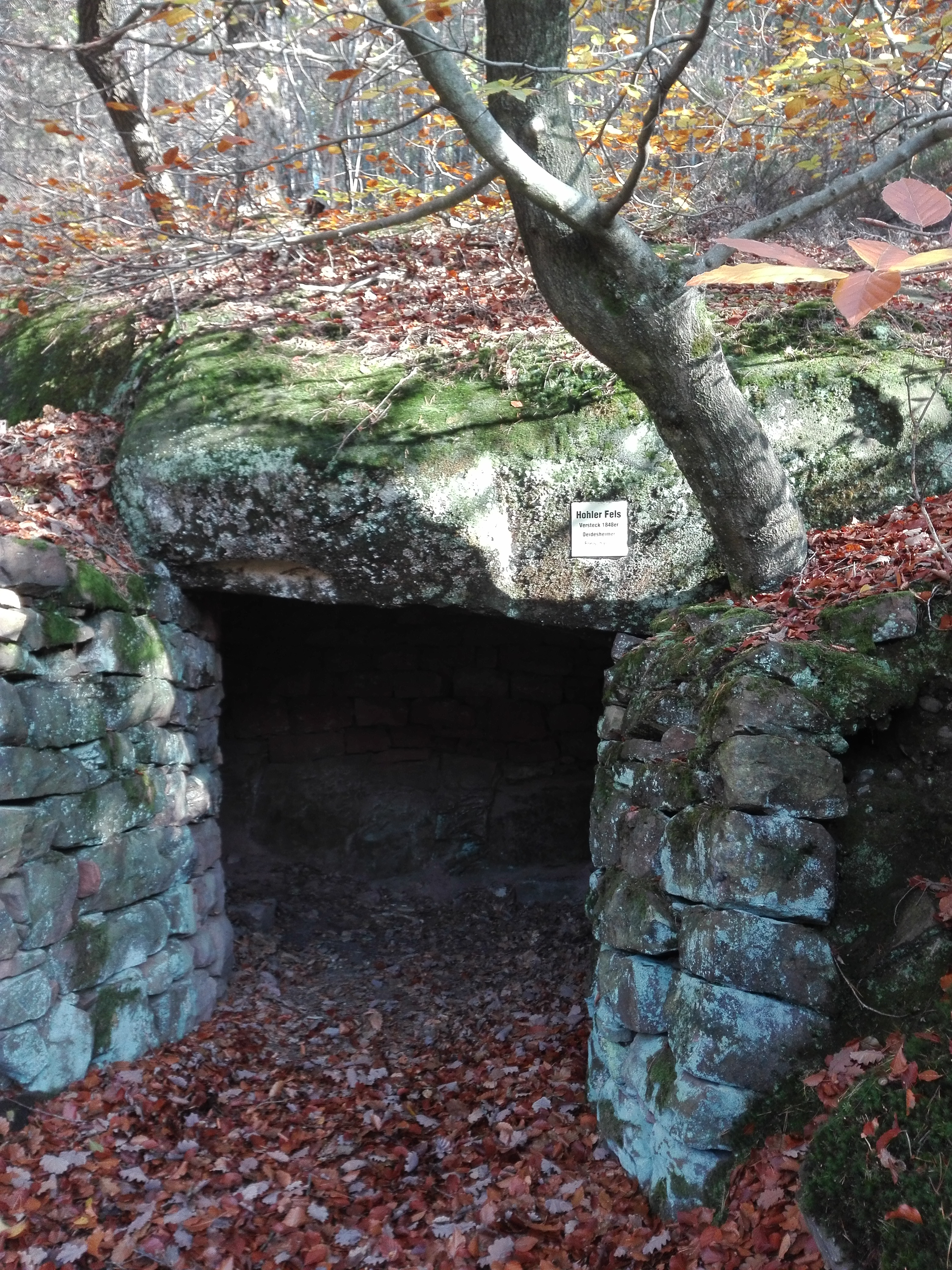
Hohler Fels

Östlich des unteren Benjentals, in 347 m Höhe am Hang des Stabenbergs, liegt eine kleine Felsenhöhle, der sogenannte Hohle Fels. Der Stabenberg und sein Südostläufer Erlenberg (349 m) bilden die etwa 227 Hektar große Kernzone Stabenberg im Biosphärenreservat Pfälzerwald.

## Geschichte

### Name
Der Name des Tals bezog sich früher nicht auf ein geographisches Objekt, sondern hatte einen hoheitlichen Hintergrund. Als „Benjental“ wurde nicht nur das heutige Benjental bezeichnet, sondern zusätzlich derjenige Teil des Gimmeldinger Tals, der durch das Tal des Mußbachs bis hinab zur Grenze zwischen dem Hochstift Speyer im Nordwesten (Deidesheimer Gemarkung) und der Kurpfalz im Südosten (Gimmeldinger Gemarkung) reichte. An diese Gegebenheit erinnert noch der Name des Forsthauses Benjental, das ein gutes Stück unterhalb des heutigen Benjental-Ausgangs steht. 
In diesem „historischen“ Benjental hatten der kurpfälzische Kurfürst und der Pfarrer des kurpfälzischen Gimmeldingen Holzrechte, welche auch von den Bewohnern Gimmeldingens und der Haardt wahrgenommen wurden. Die Holzrechte galten allerdings nur für das Gebiet zwischen dem Mußbach und dem Speyerbach, also für das Areal rechts des Mußbachs. Das Gebiet links des Mußbachs, das „bännige Tal“, war dagegen für die Bewohner der kurpfälzischen Gebiete gesperrt, daher stammt der Name des Tals. In alten Schriften findet sich auch der Name „Bengental“ oder „Bingental“.

### Zollgrenze
Bis zur französischen Eroberung der linksrheinischen deutschen Gebiete im Ersten Koalitionskrieg, der 1797 endete,  verlief quer durch das Tal des Mußbach-Mittellaufs die 1715 durch die wittelsbachischen Kurfürsten eingerichtete Zollgrenze zwischen dem Hochstift Speyer und der Kurpfalz. Die immer noch bestehende Grenze trennt heute den Landkreis Bad Dürkheim mit der Stadt Deidesheim im oberen Talabschnitt von der Stadt Neustadt mit dem Ortsteil Gimmeldingen im unteren.

### Mühlen
Am Mußbach gab es einst auf Deidesheimer Gemarkung vier Mühlen. Sie standen im „historischen“ Benjental und wurden im Volksmund „Eselsmühlen“ genannt, weil das von den Müllern erzeugte Mehl nicht auf Fuhrwerken, sondern auf Eseln abtransportiert wurde, die bei den Mühlen gehalten wurden. So sparte man Zollabgaben an der Grenze zur Kurpfalz ein. Der Eselsweg, der vom Forsthaus Benjental durchs Gebirge am Naturdenkmal Hohler Fels vorbei über die Knoppenweth und das Kupferbrunner Tal sowie das Mühltal nach Deidesheim führt und mit einem stilisierten Esel markiert ist, erinnert heute noch daran.